# Fred Tomaselli
Fred Tomaselli   (Santa Monica, 1956) és un artista americà resident a Nova York. És conegut per les seves pintures sobre panells de fusta altament detallades, combinant una sèrie de materials poc convencionals suspesos en una fina capa de resina epoxi. Les seves obres són hipnòtics collages fets amb herbes medicinals, pastilles, plantes al·lucinògenes, insectes i retalls de llibres i revistes, combinats creant un estampat psicodèlic.

## Biografia
Tomaselli va créixer al Comtat d'Orange (Califòrnia). Va assistir a l'Orange High School, i després es va graduar en Pintura i Dibuix a la California State University de Fullerton el 1982.
En acabar la universitat es va traslladar a Los Angeles on va ser un dels primers artistes del moviment "Downtown de Los Angeles". A més va tenir relació amb el moviment Punk, realitzant diferents dibuixos per a la revista de Rock'n'roll "Slash". Va treballar com a gerent del Gorki's Cafe, un local on es reunien els artistes de Los Angeles.
Tomaselli es considera un seguidor del moviment hippie i la psicodèlia dels '60 '70, tot i que és conscient que va viure aquesta època de manera indirecta i coneix el moviment gràcies a l'experiència d'altres persones; motiu pel qual la seva obra té moltes influències de la psicodèlia dels '60 i de les miniatures dels indis navaho.

## Obra
Al parlar de la seva obra, l'artista parla sobre la recerca d'una patologia, d'una xarxa correcta de símbols per a la convivència de les distorsions i disfuncions inherents a la natura, que l'artista anomena "Vida Contemporània". Es tracta d'un treball individual, inquiet... que busca crear mitjançant un sistema rigorós i ordenat un ambient que capturi el caos de l'interior de les coses. A més, entén les obres igual que la pintura romàntica, on el quadre era una finestra cap a una altra realitat.
Pel que fa a la seva tècnica, observem que té un gran coneixement de la tècnica pictòrica i de l'hiperrealisme. A més, a partir del 2001 va abandonar l'abstracció per tal d'afegir elements figuratius a la seva obra. A aquestes representacions suma la utilització d'altres materials com les píndoles, pastilles, resines... Treballa amb relació amb la natura, malgrat que considera que aquesta està plena de pol·lució i contaminació. Pel que fa al cromatisme de les seves obres, en inici venia inspirat pel consum de drogues, tot i que posteriorment va decidir que aquestes afectaven la seva percepció i va canviar la seva font d'inspiració.
El seu treball busca portar la idea del cervell a l'ull, mesclant els objectes reals amb els pictòrics per tal que els materials canvien la forma de percebre. Cal destacar, a més, la vitalitat visual de les seves pintures, que recrea una bellesa a la que l'ull té accés, i per a fer-ho trenca amb la idea de bellesa tradicional. Cal destacar a més, com el detallisme de la seva obra ens permet descobrir cada cop més detalls.

## Exhibicions

### Algunes exhibicions individuals
- Brooklyn Museum (2010)
- White Cube, Londres (2009)
- The Rose Art Museum, Massachusetts (2005)
- IMMA, Dublín (2005)
- Fruitmarket Gallery, Edimburg (2004)
- Albright-Knox Gallery of Art, Buffalo, Nova York (2003)
- White Cube, Londres (2001)
- Site Santa Fe, Nou Mèxic (2001)
- Palm Beach Institute of Contemporary Art, Florida (2001)
- Whitney Museum of American Art, Nova York, (1999)

### Algunes exhibicions en grup
- Aspen Art Museum (2009)
- 'Ecstasy', LA MoCA (2006)
- Whitney Biennial (2004)
- 5th Site Santa Fe Biennial (2004)
- Psychodrome.03, Fundació Miró, Barcelona (2003)
- Psychodrome.02, Fundació Miró, Barcelona (2002-03)
- Liverpool Biennial (2002)
- Berlin Biennale (2001)
- ‘Open Ends', MoMA, Nova York (2000)[4]

### ExhibicionsEspai 13: Psychodrome
L'Espai 13 de la Fundació Joan Miró va acollir una sèrie de quatre exposicions, enteses com una sola, que giraven al voltant de la psicodèlia, on es buscava que l'espectador tingués un punt de vista participatiu de l'exposició.

#### Psychodrome.02
Es tracta de la segona sessió del cicle. Aquesta exposició va tenir lloc entre el 19 de desembre de 2002 i el 9 de febrer de 2003, a banda de Fred Tomaselli, hi van participar artistes com ara Michael Gouéry, Franz Ackerman, i el grup Monochmon. L'espai es trobava distribuït al voltant d'una espiral concèntrica, on les parets feien de suport i on l'espectador era entès com una part més de la mostra.
Les obres de Tomaselli presenten una aplicació repetitiva i obsessiva d'uns determinats motius, d'aquesta manera l'artista ens convida a viatjar per galàxies i constel·lacions hipotètiques fruit de la seva imaginació. Trobem a més, diferents collages amb motius de remolins i buits realitzats en tota mena de materials.

#### Psychodrome.03
Es tracta de la tercera sessió del cicle, i va tenir lloc entre el 27 de febrer i el 27 d'abril de l'any 2003. En ella van participar Beatriz Barral i Tor Magnus Lundeby i va estar comissariada per Grazia Quaroni. La mostra pretenia mostrar una visió actual de la psicodèlia,i segons la comissària "pretenia poder utilitzar simultàniament dos sentits, i que un sentit rebés les sensacions d'un altre, un fenomen conegut com a sinestèsia. Dins d'aquest marc els quadres de Tomaselli havien de ser tastats.
En aquesta mostra els seus quadres combinen les píndoles amb resina, per tal que l'obra tinga un resultat final semblant al d'una pantalla plana de televisió. Es manté un cop més l'estructura en espiral, tenint Tomaselli la part més exterior d'aquesta.

## Biografia
- "Fred Tomaselli" per Ian Berry i Heidi Zuckerman Jacobson, 2009, Aspen Art Museum · DelMonico Books · Prestel, Nova York; ISBN 978-3-7913-4392-1
- Recull de premsa Espai 13 - Psychodrome 2002-2003, Fundació Joan Miró. [Consulta: 12 d'abril de 2013]